# Okręg wyborczy Woodstock
Okręg wyborczy Woodstock – powstał w 1571 roku i wysyłał do angielskiej, a następnie brytyjskiej, Izby Gmin dwóch deputowanych. W 1832 r. liczbę mandatów przypadających na okręg zmniejszono do jednego. Okręg obejmował miasto Woodstock w hrabstwie Oxfordshire i okolice. Został zlikwidowany w 1918 roku.

## Deputowani do brytyjskiej Izby Gmin z okręgu Woodstock

### Deputowani w latach 1571–1660
- 1604–1611: Thomas Spencer
- 1604–1610: Robert Whitelocke
- 1610–1622: James Whitelocke
- 1621–1622: Philip Carew
- 1640–1653: William Lenthall
- 1640–1640: William Herbert
- 1640–1648: Robert Pye
- 1654–1656: Charles Fleetwood
- 1656–1659: William Packer
- 1659–1659: Jerome Sankey
- 1659–1659: Miles Fleetwood
- 1659–1660: William Lenthall

### Deputowani w latach 1660–1832
- 1660–1679: Thomas Spencer
- 1660–1661: Edward Atkyns
- 1661–1674: William Fleetwood
- 1674–1679: Thomas Howard
- 1679–1681: Littleton Osbaldeston
- 1679–1685: Nicholas Bayntun
- 1681–1685: Henry Bertie of Weston-on-the-Green
- 1685–1689: Richard Bertie
- 1685–1689: Littleton Osbaldeston
- 1689–1702: Thomas de Littleton
- 1689–1690: John D’Oyly
- 1690–1695: Thomas Wheate
- 1695–1705: James Bertie
- 1702–1705: William Glynne
- 1705–1716: William Cadogan
- 1705–1708: Charles Bertie
- 1708–1721: Thomas Wheate
- 1716–1722: William Clayton
- 1721–1722: Charles Crisp
- 1722–1734: Samuel Trotman
- 1722–1727: Thomas Wheate
- 1727–1732: William Godolphin, markiz Blandford
- 1732–1746: John Spencer
- 1734–1747: James Dawkins
- 1746–1753: John Trevor
- 1747–1768: John Bateman, 2. wicehrabia Bateman
- 1753–1767: Anthony Keck
- 1767–1774: William Gordon
- 1768–1771: Robert Spencer
- 1771–1777: John Skynner
- 1774–1784: William Eden
- 1777–1784: George Parker, wicehrabia Parker
- 1784–1820: Henry Dashwood, torysi
- 1784–1790: Francis Burton
- 1790–1795: Henry Spencer
- 1795–1799: Ralph Payne, 1. baron Lavington
- 1799–1802: Charles Moore
- 1802–1806: Charles Abbot
- 1806–1810: William Frederick Eliot Eden
- 1810–1812: George Eden, wigowie
- 1812–1813: William Thornton
- 1813–1814: George Eden, wigowie
- 1814–1818: William Thornton
- 1818–1820: Robert Spencer
- 1820–1826: John Gladstone, torysi
- 1820–1826: James Haughton Langston
- 1826–1831: George Spencer-Churchill, markiz Blandford, torysi
- 1826–1830: Anthony Ashley-Cooper, lord Ashley, torysi
- 1830–1832: Charles Spencer-Churchill, torysi
- 1831–1832: William Murray, wicehrabia Stormont, torysi

### Deputowani w latach 1832–1918
- 1832–1835: George Spencer-Churchill, markiz Blandford, Partia Konserwatywna
- 1835–1837: Charles Spencer-Churchill, Partia Konserwatywna
- 1837–1838: Henry Peyton, Partia Konserwatywna
- 1838–1840: George Spencer-Churchill, markiz Blandford, Partia Konserwatywna
- 1840–1844: Frederic Thesiger, Partia Konserwatywna
- 1844–1845: John Spencer-Churchill, markiz Blandford, Partia Konserwatywna
- 1845–1845: John Loftus, wicehrabia Loftus, Partia Konserwatywna
- 1845–1847: Alfred Spencer-Churchill, Partia Konserwatywna
- 1847–1857: John Spencer-Churchill, markiz Blandford, Partia Konserwatywna
- 1857–1865: Alfred Spencer-Churchill, Partia Konserwatywna
- 1865–1874: Henry Barnett, Partia Konserwatywna
- 1874–1885: lord Randolph Churchill, Partia Konserwatywna
- 1885–1891: Francis William Maclean, Partia Liberalna, od 1886 Partia Liberalno-Unionistyczna
- 1891–1892: George Herbert Morrell, Partia Konserwatywna
- 1892–1895: Godfrey Benson, Partia Liberalna
- 1895–1906: George Herbert Morrell, Partia Konserwatywna
- 1906–1910: Ernest Nathaniel Bennett, Partia Liberalna
- 1910–1918: Alfred St George Hamersley, Partia Konserwatywna